# Dystans społeczny (socjologia)
Dystans społeczny (socjalny) – wśród zwierząt społecznych jest to odległość, po przekroczeniu której osobnik odczuwa niepokój i jest zależna m.in. od jego wieku bądź sytuacji zagrożenia. Wśród ludzi jest to dystans interpersonalny następujący po dystansie indywidualnym a przed dystansem publicznym, występujący podczas kontaktów formalnych (służbowych), wynoszący od 120 do 360 cm. W tej odległości jednostki nie mają możliwości bezpośredniego kontaktu fizycznego i nie są postrzegane dokładnie szczegóły twarzy. 
- W fazie bliższej, wynoszącej od 120 do 210 cm, w której oko obejmuje górną część tułowia osoby, z którą wchodzi się w kontakt, występują relacje między współpracownikami oraz między uczestnikami nieformalnych zebrań.
- W fazie dalszej, wynoszącej od 210 do 360 cm, w której można objąć całą sylwetkę człowieka, następuje wzmocnienie głosu, nie wyczuwa się zapachu i ciepłoty ciała. Dystans taki występuje w kontaktach służbowych, co widoczne jest m.in. w ustawieniu krzeseł dla petentów w urzędach. Jego utrzymanie pozwala też na swobodne „wyłączanie się” i „włączanie” do rozmowy[5].

Mowa jest gramatyczna i sformalizowana, zwykle poprawna, a temat rozmowy „bezpieczny”, oficjalny lub obojętny. Niekiedy pewne formalne sprawy i rozmowy prowadzone są w dystansie krótszym niż 120 cm, lecz różnego rodzaju przegrody (np. szyba przy okienku kasowym lub blat biurka w banku) zwiększają psychologicznie ten dystans właśnie do dystansu społecznego.
W socjobiologii dystans społeczny jest pojęciem tożsamym z dystansem osobniczym.